# DKW 4=8
De DKW 4=8 is een auto uit de compacte middenklasse die door de Duitse autoconstructeur DKW in 1929 op de markt gebracht werd als opvolger van de DKW Type P.

## Historiek
De DKW 4=8 is een kleine auto met een tweetakt V4-motor en achterwielaandrijving, die door DKW gebouwd werd in de fabriek in Spandau. De wagen werd gelanceerd op het Autosalon van Berlijn in 1929 als opvolger van de uit dezelfde fabriek afkomstige DKW Type P, alhoewel hij beduidend groter was. Qua grootte en marktpositionering kan de DKW F1 uit 1931 eerder als directe opvolger van de Type P beschouwd worden.
Aanvankelijk werden er maar weinig exemplaren van de 4=8 geproduceerd, maar het productievolume nam toe nadat de Type P en zijn sportieve variant, de PS 600 Sport, werden uitgefaseerd.
De DKW 4=8 onderging verschillende naamsveranderingen en stapsgewijze aanpassingen voordat de productie in 1940 eindigde met de 1054 cc DKW Sonderklasse, maar de V4-tweetaktmotor en marktpositionering bleven constant.
Uiteindelijk zouden er tussen 1929 en 1940 zo'n 24000 exemplaren gebouwd worden. Dit cijfer valt in het niet bij de ongeveer 218000 exemplaren van de kleinere DKW F1 en zijn opvolgers die tussen 1931 en 1942 in Zwickau geproduceerd werden. Desalniettemin speelde de 4=8 een belangrijke rol in de groeiende Duitse automarkt in de jaren dertig van de vorige eeuw.

## Naamgeving
De naam "4=8" werd tussen 1929 en 1932 voor verschillende versies van de auto gebruikt en was gebaseerd op de manier waarop bij een tweetaktmotor elke neergaande beweging van de zuiger in de cilinder wordt aangedreven door een explosie in de cilinder, terwijl in een viertaktmotor slechts een op de twee neergaande bewegingen van de zuiger in de cilinder wordt aangedreven door een explosie. Het argument van de naam was dat een tweetaktmotor dus twee keer zo hard werkte als een viertaktmotor, en dat de kleine viercilinder DKW qua motorinspanning vergelijkbaar was met een achtcilinder viertaktmotor.
De naam "Sonderklasse" die de auto tussen 1932 en 1934 kreeg, betekent letterlijk "speciale klasse". De naam Sonderklasse kreeg echter al snel een negatieve connotatie ten gevolge van ongelukkige publiciteit over autoschade door de structurele beperkingen van de multiplex carrosserie. Daarom werd de auto in 1934 hernoemd in "Schwebeklasse". De naam Sonderklasse keerde echter terug in 1937 toen er werd overgeschakeld op een volledig stalen carrosserie.
De naam "Schwebeklasse", die werd gebruikt voor modellen die tussen 1934 en 1937 werden geproduceerd, betekent letterlijk "zwevende klasse" en verwees naar verluidt naar de "zwevende" assen van de auto, een onderdeel van het ophangingssysteem waarvan werd geadverteerd dat het superieure rijeigenschappen bood.

## Modellen

### DKW 4=8 Type P25 (1929)
De in 1929 gelanceerde auto had een V4-motor van 980 cc die vooraan gemonteerd was en gevoed werd door twee brandstofpompen. Deze motor leverde een vermogen van 18 kW (25 pk), dat overgebracht werd naar de achterwielen via een handgeschakelde drieversnellingsbak met een versnellingspook in het midden van de vloer. De wielen waren bevestigd aan starre assen die elk waren opgehangen aan een traditionele dwarse bladveer.
Net als zijn voorganger had de P25 een zelfdragende carrosserie van multiplex met een kunstleren bekleding. De wagen werd uitsluitend als tweedeurs sedan met vier zitplaatsen aangeboden.

### DKW 4=8 Type V 800 (1930-1931)
De nieuwe brandstoftoevoer en het gebruik van vier kleinere cilinders in plaats van twee grotere waren pogingen om het hoge brandstofverbruik en de noodzaak om de bougies regelmatig te vervangen aan te pakken, twee problemen waar de voorganger van de 4=8, de Type P, mee te kampen had. Toen bleek dat het brandstof- en bougieverbruik nog steeds te hoog waren, werd in 1930 een nieuw model geïntroduceerd, de DKW 4=8 Type V 800. Deze had een kleinere 782 cc motor met een vermogen van slechts 20 pk. De prestaties van de auto werden verminderd, maar niet het brandstofverbruik. Bovendien had de motor de neiging om oververhit te raken, zelfs bij koud weer, en kon tijdens het rijden erg schokkerig beginnen lopen.
Dit model werd aangeboden als tweedeurs cabriolet-sedan met vier zitplaatsen of als tweezitter cabriolet.

### DKW 4=8 Type V 1000 (1931-1932)

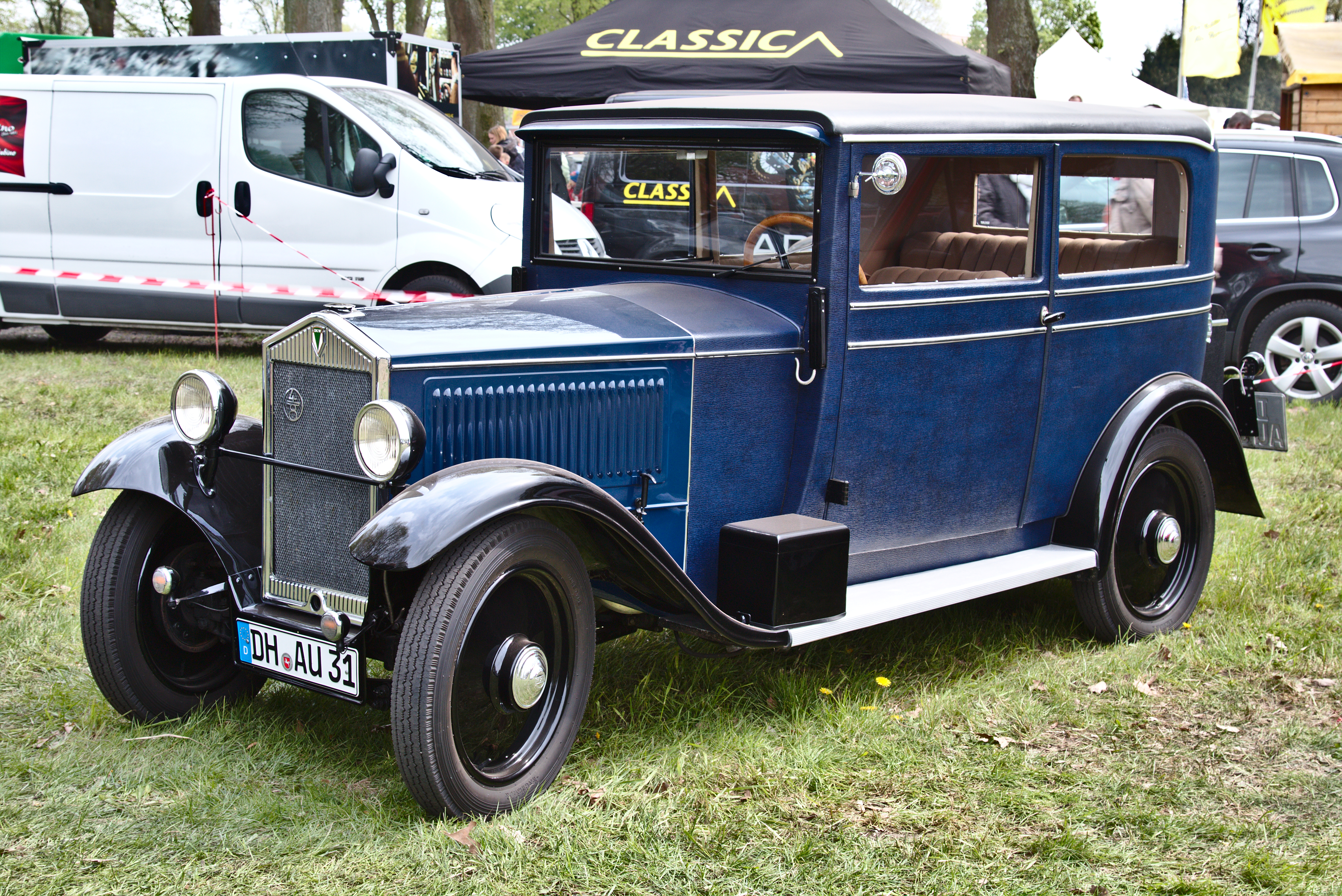

In 1931 veranderde de naam van de auto in DKW 4=8 Type V 1000. De cilinderinhoud nam opnieuw toe, dit keer tot 990 cc, en het motorvermogen steeg weer tot 25 pk. Deze motor bleef in gebruik bij verschillende opeenvolgende modelaanpassingen, hoewel wijzigingen in de compressieverhoudingen en de toename van de productie- en verkoopsaantallen erop wijzen dat men inspanningen bleef leveren om de acute motorproblemen van de vroege exemplaren aan te pakken. 1931 was ook het jaar waarin het mechanisch bediende remsysteem werd vervangen door een hydraulisch remsysteem.
De auto was verkrijgbaar als vierzits sedan, vierzits cabriolet-sedan of tweezits cabriolet. Deze carrosserietypes werden alle drie geleverd met een houten frame in multiplex met twee deuren.
Van 1929 tot 1932 werden er van de drie DKW 4=8 modellen tezamen ongeveer 3000 exemplaren gebouwd.

### DKW Sonderklasse Type 432 (1932)
Een tussentijdse vervanging in 1932 onderscheidde zich vooral door omgevormde wielkasten vooraan en een iets stijlvollere voorkant. Ook kreeg de auto een nieuwe naam en een nieuwe handgeschakelde vierversnellingsbak. De DKW Sonderklasse Type 432 werd nog steeds aangedreven door dezelfde 990 cc 2-takt V4-motor en de versnellingspook stond nog in het midden van de vloer. De wielbasis werd matig verlengd van 2700 mm tot 2760 mm en de totale lengte van de auto nam toe van 3,68 m tot 4 m.
Deze tussentijdse auto werd uitsluitend aangeboden als cabriolet-sedan met vier zitplaatsen.

### DKW Sonderklasse 1001 (1932-1934)

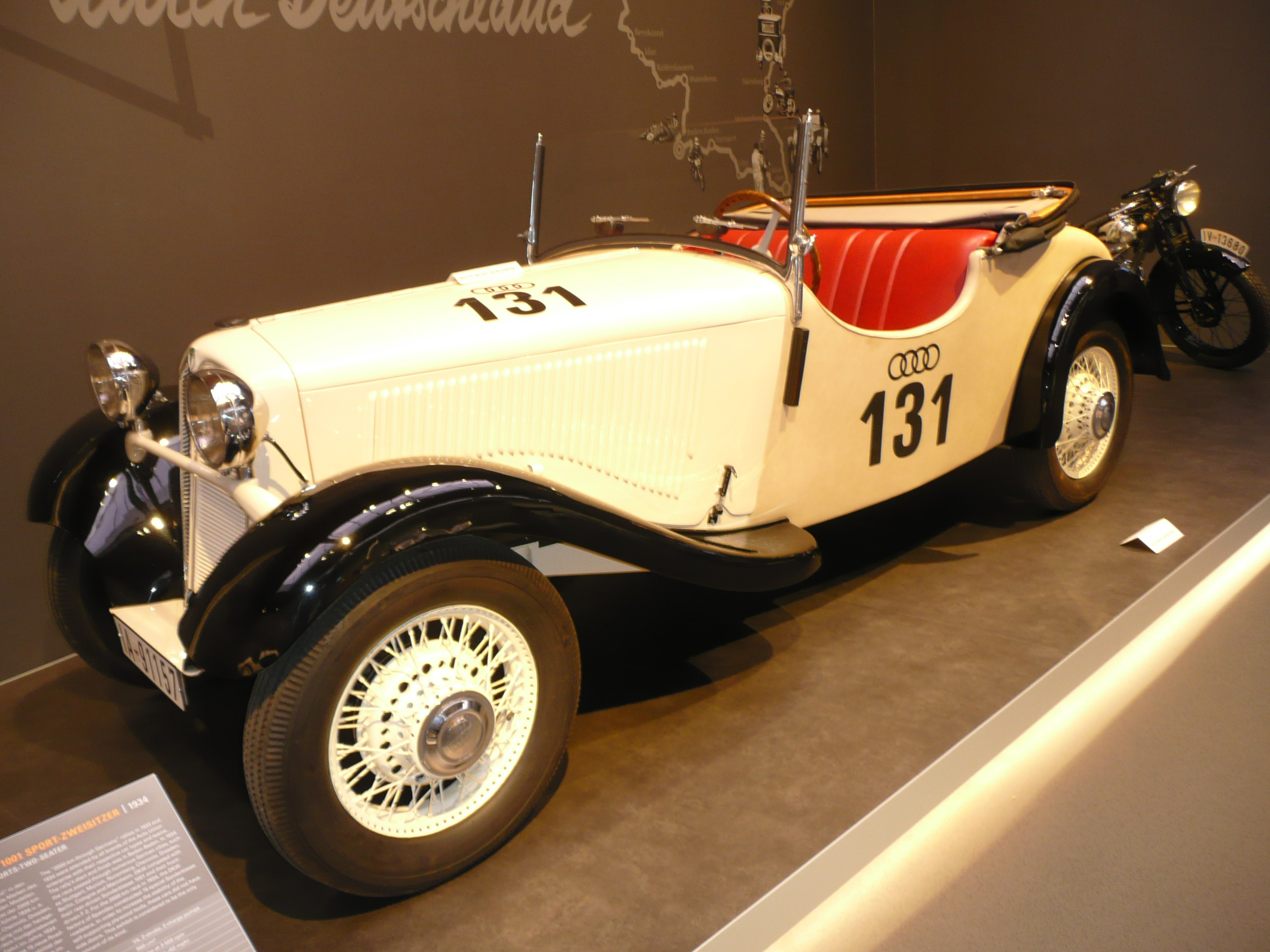
DKW Sonderklasse 1001, 2-deurs cabriolet

In oktober 1932 verscheen de Sonderklasse met een verder verlengde wielbasis en nam het motorvermogen van de 990 cc motor toe tot 26 pk. De naam werd gewijzigd in DKW Sonderklasse 1001 en de achterwielophanging werd opnieuw ontworpen, nu met een "zwevende as" (Duits: "Schwebeachse") opgehangen aan een zijdelings gemonteerde bladveer.
De wielbasis werd opnieuw verlengd, dit keer van 2760 mm tot 2850 mm, wat resulteerde in een toegenomen lengte van de wagen. De grotere wielbasis stelde DKW in staat om elegantere carrosserieën te leveren, met langere vleugels over de wielen en meer hellende achterkanten. De carrosserie bleek echter minder duurzaam te zijn dan die van het vorige model: De traditionele houtskeletbouw leek de grenzen van zijn structurele mogelijkheden te bereiken, en de auto's hadden de neiging om op hobbelige wegen te buigen of in sommige gevallen zelfs in het midden uit elkaar te vallen.
De auto was opnieuw verkrijgbaar als vierzits sedan, vierzits cabriolet-sedan of tweezits cabriolet.
Van 1932 tot 1934 werden er van de twee DKW Sonderklasse modellen tezamen ongeveer 7000 exemplaren gebouwd. Van 1934 tot 1935 werd een speciale serie van 295 kübelwagens gebouwd voor de autoriteiten.

### DKW Schwebeklasse (1934-1935)
In 1934 werd een nieuw model gelanceerd dat nog steeds gebruikmaakte van de 990 cc motor, de versnellingsbak en de onderbouw van het vorige model. Naast de zwevende as voor de achterwielen kregen voortaan ook de voorwielen een zwevende as die opgehangen was aan een zijdelings gemonteerde bladveer. DKW beweerde dat de nieuwe ophanging voor een superieure wegligging zou zorgen en veranderde daarom de naam van de auto in DKW Schwebeklasse. Vanaf 1935 leverde de motor dankzij een tweede carburateur 30 pk.

### DKW Schwebeklasse (1935-1937)

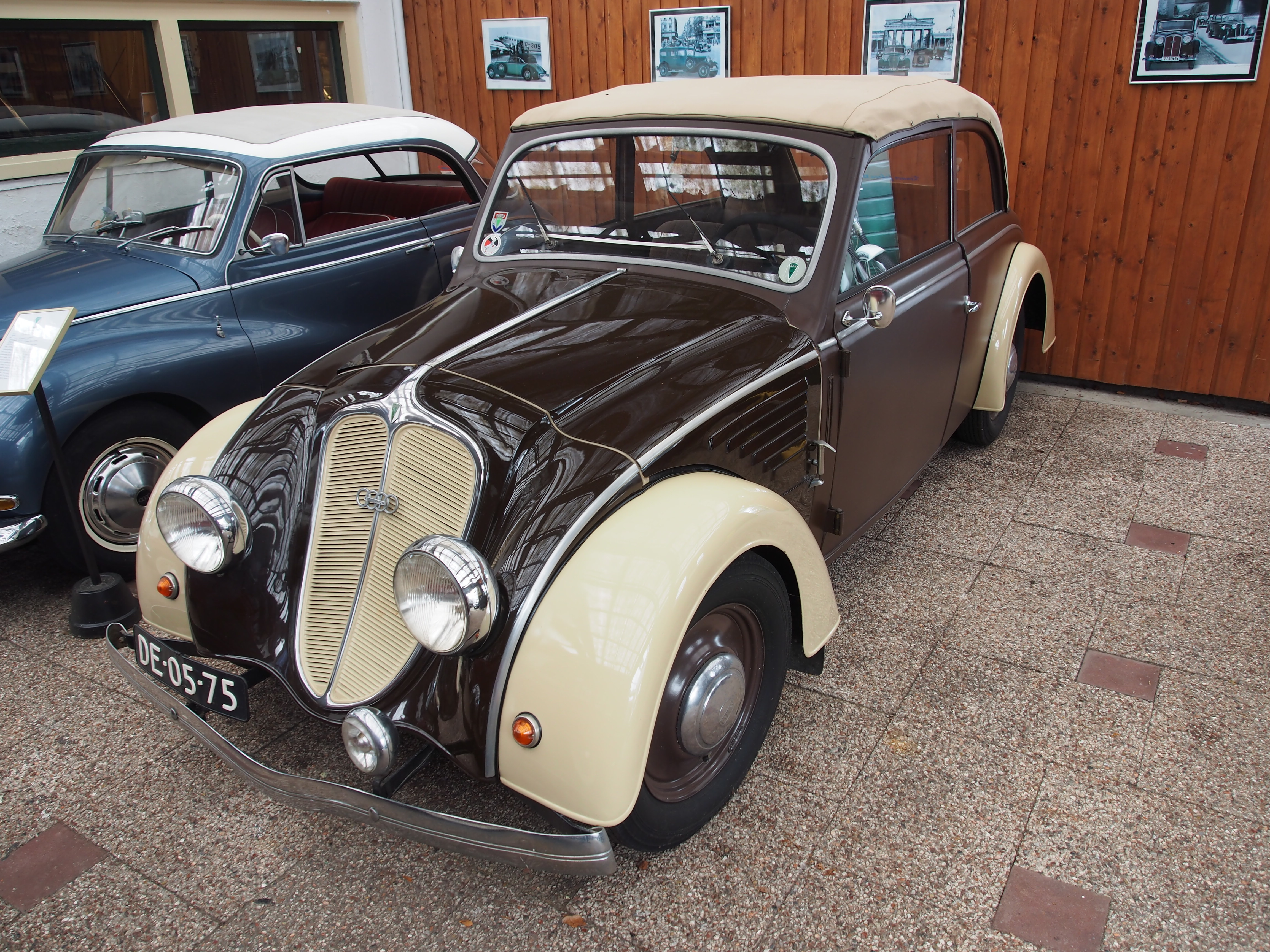
DKW Schwebeklasse (1935), cabriolet-sedan

In juli 1935 werd de motorinhoud verhoogd tot 1054 cc en nam het motorvermogen toe tot 32 pk. Deze Schwebeklasse had een opvallend gestroomlijnder silhouet dan zijn voorganger, met langere overhangen voor en achter. De houtskeletbouw werd behouden, maar er was geen verdere toename van de wielbasis en de carrosserie was stijver dan die van het eerdere model, hoewel duurzaamheid een probleem bleef.
De wagen werd als vierzits sedan of vierzits cabriolet-sedan aangeboden, de tweezits cabriolet werd geschrapt.
Van 1934 tot 1937 werden er van de beide DKW Schwebeklasse modellen tezamen ongeveer 6000 exemplaren geproduceerd.

### DKW Sonderklasse (1937-1940)
De naam DKW Sonderklasse keerde terug in 1937. De carrosserie was voortaan volledig in staal uitgevoerd, wat een einde maakte aan de carrosserieproblemen die sinds 1932 veroorzaakt werden door de beperkingen van de houtskeletbouw. Deze nieuwe carrosserie werd gedeeld met de Wanderer W24 die eveneens behoorde tot de Auto-Union groep. De Sonderklasse werd in deze vorm tot 1940 zonder verdere significante wijzigingen geproduceerd. Er werden ongeveer 8000 exemplaren gebouwd.
Modellen voor 1945:
Type P · 
4=8 (V 800/V 1000/Sonderklasse/Schwebeklasse) · 
F1 · 
F2 · 
F4 · 
F5 · 
F7 · 
F8 · 
F9 (prototype)
Modellen na 1945:
F10 · 
Meisterklasse (F89) · 
Sonderklasse (F91) · 
3=6 (F93/94) · 
Monza · 
Junior · 
F11/F12 · 
F102
Terrein- en bedrijfswagens:
Munga (F91/4) · 
DKW Schnellaster · 
DKW F 1000 L
Merknaam Auto Union:
1000 · 
1000 Sp
Afgeleide modellen:
IFA F8 · 
IFA F9 · 
Audi F103